# Hipparchia laeta
Hipparchia laeta är en fjärilsart som beskrevs av Hugo Theodor Christoph 1887. Hipparchia laeta ingår i släktet Hipparchia och familjen praktfjärilar. Inga underarter finns listade i Catalogue of Life.